# Петтері Орпо
Петтері Орпо (фін. Antti Petteri Orpo; нар. 3 листопада 1969, Кьоюлійо, Фінляндія) — фінський політик і депутат парламенту Фінляндії (з 2007) від виборчого округу Варсінайс-Суомі, Прем'єр-міністр Фінляндії з 2023 року, лідер Національної коаліції з 2016 року.
Він обіймав посаду віцепрем'єр-міністра Фінляндії з 2017 по 2019 рік, міністра фінансів з 2016 по 2019 рік, міністра внутрішніх справ з 2015 по 2016 рік та міністра сільського та лісового господарства з 2014 по 2015 рік.  2 квітня 2023 року Національна коаліційна партія Орпо перемогла на парламентських виборах 2023 року, отримавши 20,8% голосів та 48 місць. Орпо набрав понад 17 000 голосів у своєму окрузі.

## Життєпис
Антті Петтері Орпо народився 3 листопада 1969 року в місті Кьоюлійо, Фінляндія. Його батько, Ханну Орпо, був політиком і членом Національної коаліційної партії. Орпо закінчив регіональну гімназію міста Сакюля у 1989 році. Він розпочав навчання в Університеті Турку в 1990 році та закінчив його у 2002 році зі ступенем магістра політології, спеціалізація економіка. Він захистив дисертацію на тему «Основи надання муніципальних послуг та їх реорганізація».
Під час навчання Орпо обіймав посаду генерального секретаря Студентського союзу Туркуського університету (TYY) у 1994—1996 роках та генерального секретаря Фінських студентських союзів (SYL) у 1997—1998 роках. Після цього він працював виконавчим директором Національної коаліційної партії Південно-Західної Фінляндії до 2001 року, а також спеціальним помічником міністра внутрішніх справ Вілле Ітяля з 2002 по 2003 рік. До обрання членом парламенту Орпо працював директором з бізнес-послуг у Центрі освіти дорослих Турку з 2005 по 2007 рік.
Орпо пройшов обов'язкову національну службу в збройних силах Фінляндії  й згодом став офіцером запасу. Його нинішнє військове звання - капітан.

## Політична діяльність

### Місцевий політик
У муніципальній політиці Орпо обіймав посаду члена міської ради Турку з 1996 по 2000 рік, а потім знову з 2005 року. У 1999—2002 та 2005—2007 роках він також був членом міської ради Турку, але подав у відставку, коли став членом парламенту. З 2012 по 2014 рік Орпо був головою регіонального уряду Союзу Південно-Західної Фінляндії. Орпо був головою Національної коаліційної партії Південно-Західної Фінляндії з 2005 по 2012.

### Член парламенту з 2007 року

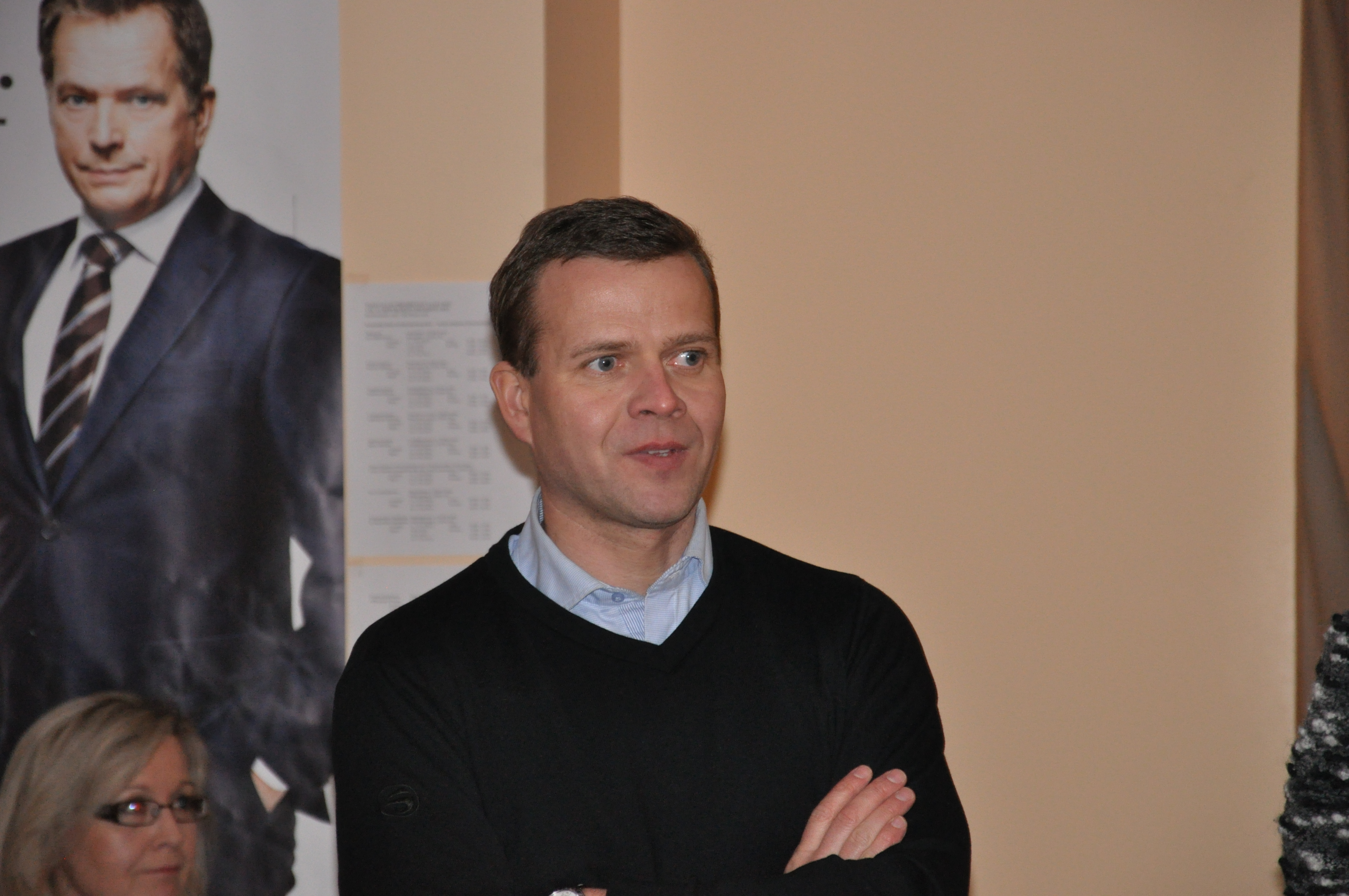
Орпо в кафе Niinistö в Турку напередодні президентських виборів 2012 року.

Вперше Орпо був обраний до парламенту на виборах 2007 року, де отримав 6069 голосів у виборчому окрузі Південно-Західна Фінляндія. Під час виборів він був третім заступником голови парламентської групи партії Національна коаліція. Орпо став першим в історії новообраним членом парламенту, який очолював парламентську фракцію партії Національна коаліція. Він також входив до складу Фінансового комітету і Комітету з охорони навколишнього середовища.
На парламентських виборах 2011 року Орпо був обраний на другий термін, отримавши 11 018 голосів. З червня 2011 року обіймав посаду другого заступника голови парламентської фракції Національної коаліційної партії, а також був членом Комітету у закордонних справах і заступником члена Комітету з фінансів.
У листопаді 2012 року Орпо був обраний головою парламентської фракції Національної коаліційної партії, замінивши Яна Вапаавуорі, який став міністром економіки.

### Міністр сільського господарства та лісового господарства 2014—2015
У червні 2014 року Орпо замінив міністра сільського господарства та лісового господарства Ярі Коскінена в новому , після того, як Александра Стубба було обрано новим головою Національної коаліційної партії та прем'єр-міністром Фінляндії.

### Міністр внутрішніх справ 2015—2016

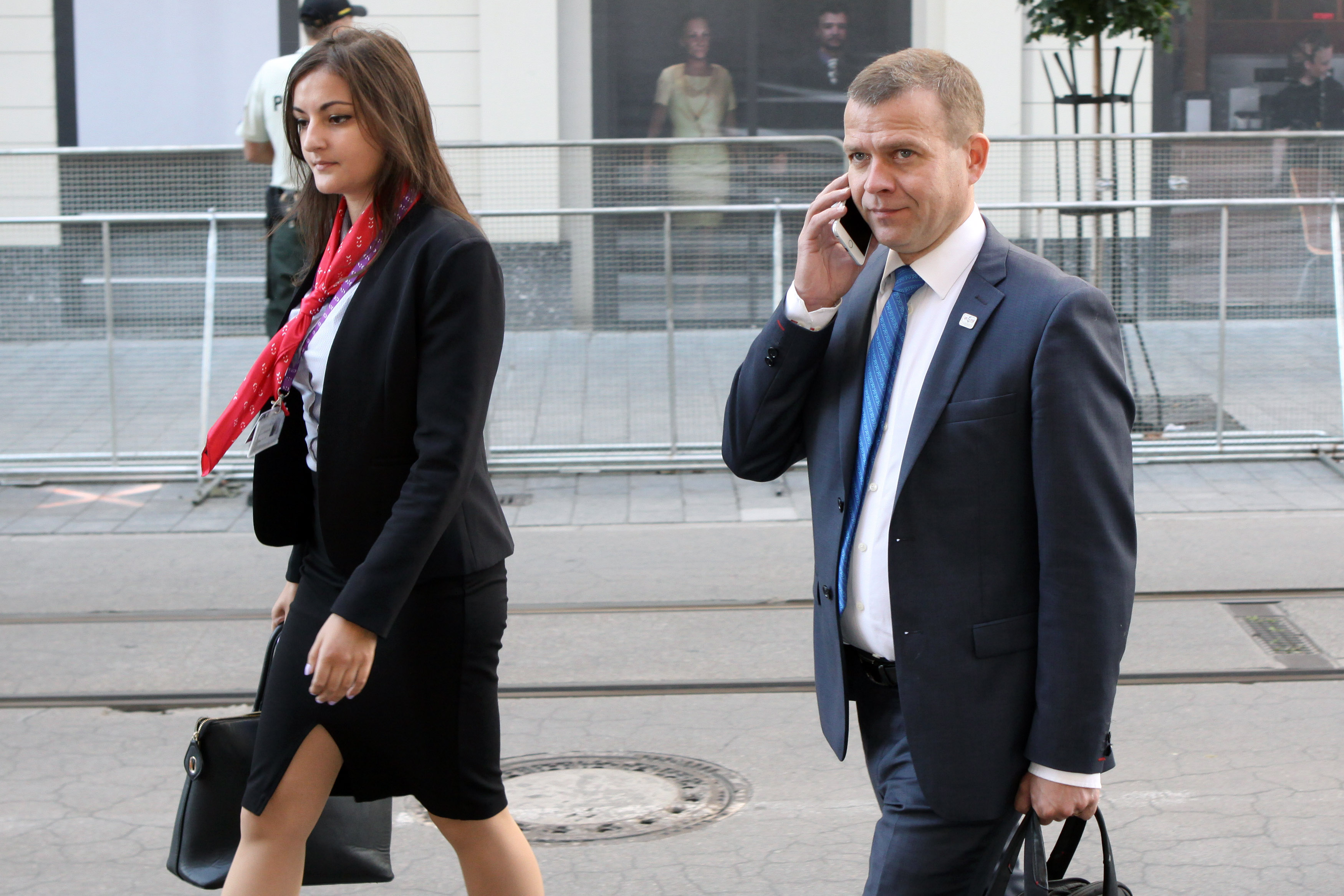
Міністр фінансів Орпо на неформальній зустрічі міністрів фінансів ЄС у Брюсселі у вересні 2016 року.

На виборах 2015 року Орпо отримав 10 652 голоси та був обраний на третій термін до парламенту, отримавши другу найбільшу кількість голосів у виборчому окрузі Південно-Західної Фінляндії. Після виборів уряд був сформований Центристською партією, Істинними фінами та Національної коаліційною партією. В уряді Орпо був обраний міністром внутрішніх справ[.
Восени 2015 року Міністерство внутрішніх справ зосередилося на врегулюванні кризи з біженцями в Європі. Орпо спочатку заявив, що кордони не можуть бути закриті, але пізніше сказав, що Фінляндія може розглянути можливість закриття кордонів, якщо не буде європейського рішення кризи.
Після виборів Національну коаліційну партію та Петтері Орпо критикували за зраду обіцянок щодо освіти. Перед парламентськими виборами Орпо та Національна коаліційна партія обіцяли не скорочувати видатки на освіту. Однак уряд Сіпіля вирішив урізати сотні мільйонів євро на освіту.

### Міністр фінансів 2016—2019

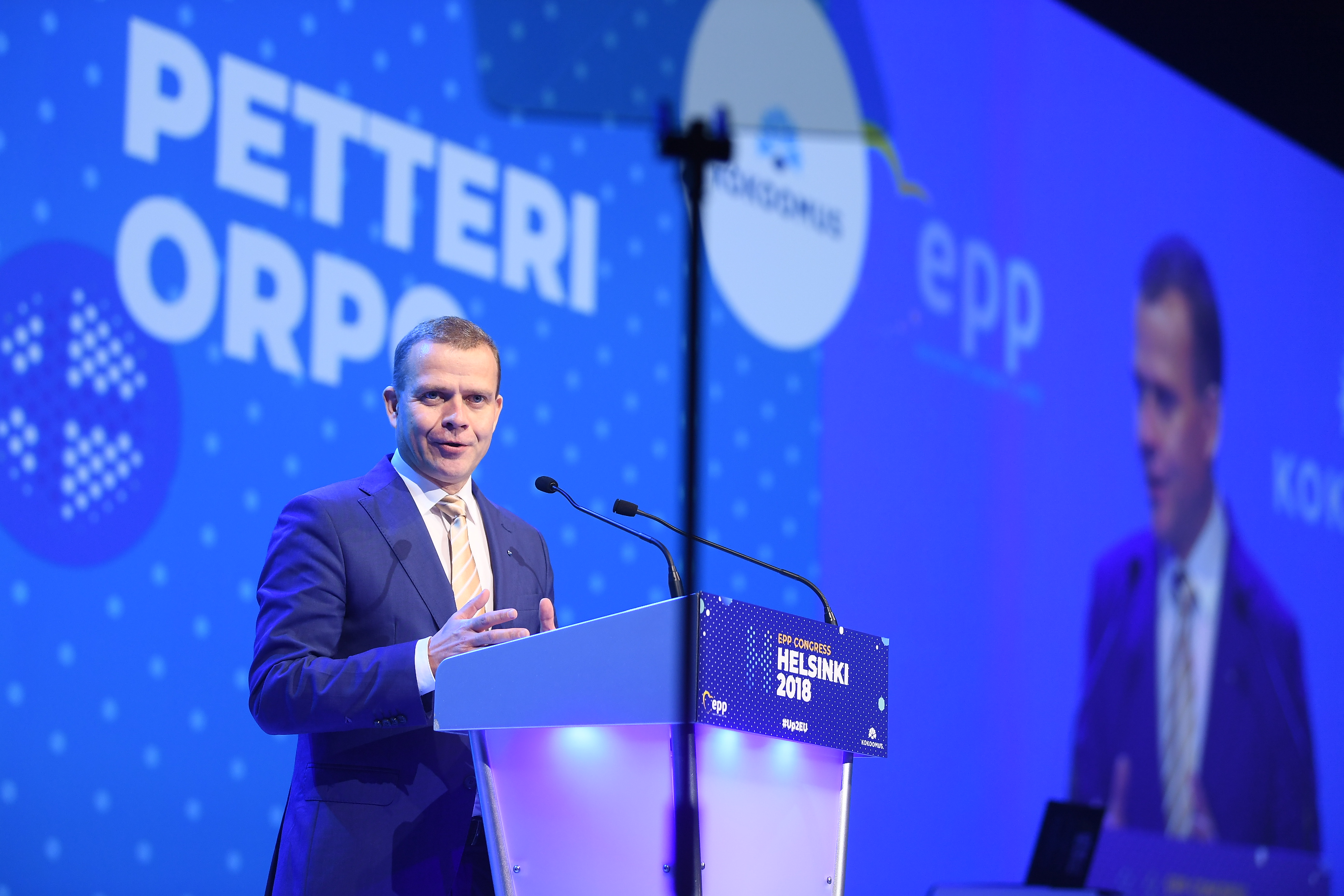
Орпо на партійній конференції ЄНП у Гельсінкі в листопаді 2018 року.

4 травня 2016 року Орпо оголосив, що братиме участь у перегонах за посаду голови Національної коаліційної партії на партійній конференції у червні 2016 року На з'їзді 2014 року, який обрав Олександра Стубба головою Національної коаліційної партії, він не балотувався, посилаючись на сімейні обставини. Тоді він назвав це рішення найбільшим у своєму житті[. 11 червня 2016 року Орпо переміг Стубба у другому турі партійного з'їзду в Лаппеенранті з результатом 441,4 проти 361 голос.
Орпо став міністром фінансів в уряді Сіпіля 22 червня 2016 року.
У червні 2017 року Орпо та прем'єр-міністр Юха Сіпіля заявили, що їхні партії не мають жодних умов для продовження урядової співпраці з Партією Істинніх фінів, лідером якої було обрано Юссі Галла-аго. Уряд був готовий піти у відставку, але 20 депутатів-фінів утворили парламентську групу «Нова альтернатива», яка підтримала уряд у тому ж складі та з тією ж урядовою програмою.
За словами Орпо, який обіймав посаду міністра фінансів, падіння народжуваності у Фінляндії призведе до збільшення податкової ставки, підвищення пенсійного віку та збільшення плати за медичне обслуговування і догляд за дітьми, які у 2018 році були зменшені в розмірі за рахунок державних податків.

### Лідер опозиції 2019—2023
На парламентських виборах 2019 року Орпо отримав 10 792 голоси в окрузі Південно-Західна Фінляндія та був обраний на четвертий парламентський термін. Кандидат в уряд від СДП Антті Рінне, який переміг на виборах, найдовше обговорював співпрацю уряду з партією Національна коаліція, але в підсумку запросив до урядових переговорів Центристську партію, Зелених, Лівий союз та Шведську народну партію Фінляндії. Пороговими питаннями для коаліції стали досягнення 75 % зайнятості, збалансування державних фінансів до 2023 року і відмова від підвищення загальної податкової ставки або оподаткування праці.
У вересні 2020 року на партійному з'їзді в Порі Орпо був обраний на посаду голови партії Національна коаліція до з'їзду партії у 2022 році.
На партійному з'їзді в Калайокі в червні 2022 року Орпо було одноголосно обрано на посаду голови партії Національна коаліція.

### Голова Комітету оборони 2022 року
Коли навесні 2022 року помер Ілкка Канерва, голова парламентського комітету з питань оборони, парламентська фракція партії Національна коаліція запропонувала Орпо стати його наступником. Кай Мюккянен, голова парламентської групи Національної коаліційної партії, заявив, що партія хотіла б, щоб її голова брав активну участь у процесі інтеграції Фінляндії до НАТО, і що Орпо очолюватиме комітет саме під час переговорів про членство в НАТО. Орпо був обраний членом комітету 22 квітня 2022 року, а 26 квітня комітет обрав його головою. Орпо заявив у цільовому графіку, що процес вступу до НАТО буде завершено до літа, після чого буде обрано іншого депутата від Національної коаліційної партії. 9 вересня 2022 року Орпо пішов у відставку з посади голови комітету, а його наступником став Антті Хаккянен.

### Прем'єр-міністр Фінляндії (2023–дотепер)

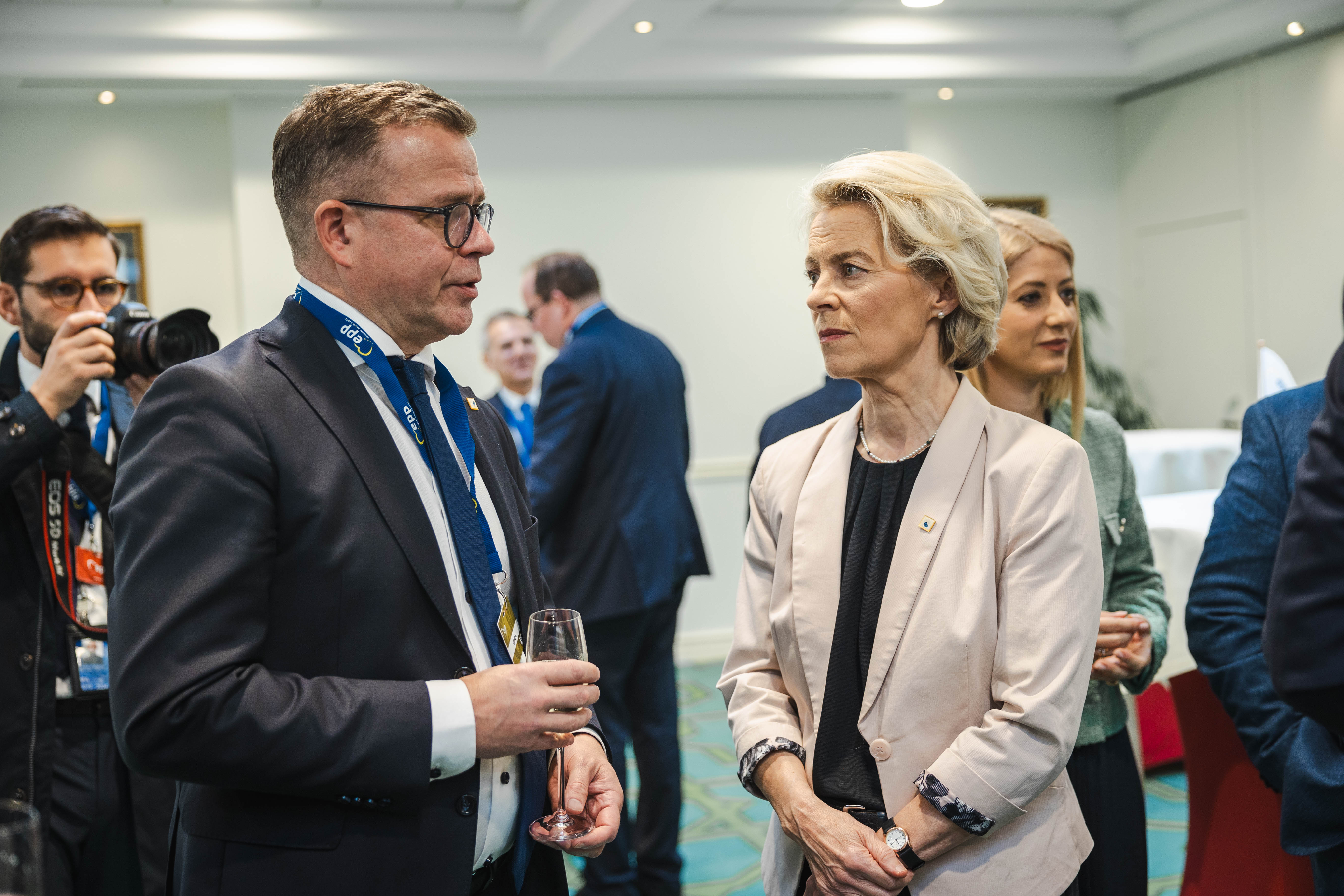
Орпо з президентом Європейської комісії Урсулою фон дер Ляєн на саміті ЄНП 29 червня 2023 року

#### Парламентські вибори 2023 року
2 квітня 2023 року Національна коаліційна партія Орпо перемогла на парламентських виборах у Фінляндії 2023 року. Партія лідирувала в опитуваннях з середини 2021 року і посіла перше місце, отримавши 20,8% голосів та 48 місць у парламенті, збільшивши свою загальну кількість на 10 місць. Це був третій найвищий результат партії за всю її історію. Орпо розпочав переговори про формування уряду, коли новий парламент і президент зібралися на наступний тиждень після Великодня і призначили його провідним учасником переговорів. Орпо проводив кампанію на платформі скорочення державного боргу Фінляндії та річного бюджетного дефіциту, а також зниження податків на прибуток. Він визначає себе як «фіскального консерватора».
Орпо був обраний парламентськими фракціями спікером парламенту Фінляндії 12 квітня на тимчасовій основі до формування нового уряду.
27 квітня було оголошено, що Орпо розпочне завершальні переговори з Партією фінів, Шведською народною партією та Християнськими демократами щодо формування коаліційного уряду. Цю коаліцію партій оголосили 15 червня, а формування уряду, включаючи імена його міністрів, було оголошено 17 червня. Його партія отримала вісім посад в уряді, Партія Істинні фіни — сім (включаючи міністерства фінансів, внутрішніх справ та юстиції), а Шведська народна партія та Християнські демократи розділили між собою п'ять інших посад. Це найбільш правий уряд Фінляндії з часів Другої світової війни; насправді, це один з небагатьох випадків після повернення миру, коли одна сторона фінського політичного спектра змогла самостійно сформувати уряд.

#### Термін перебування на посаді

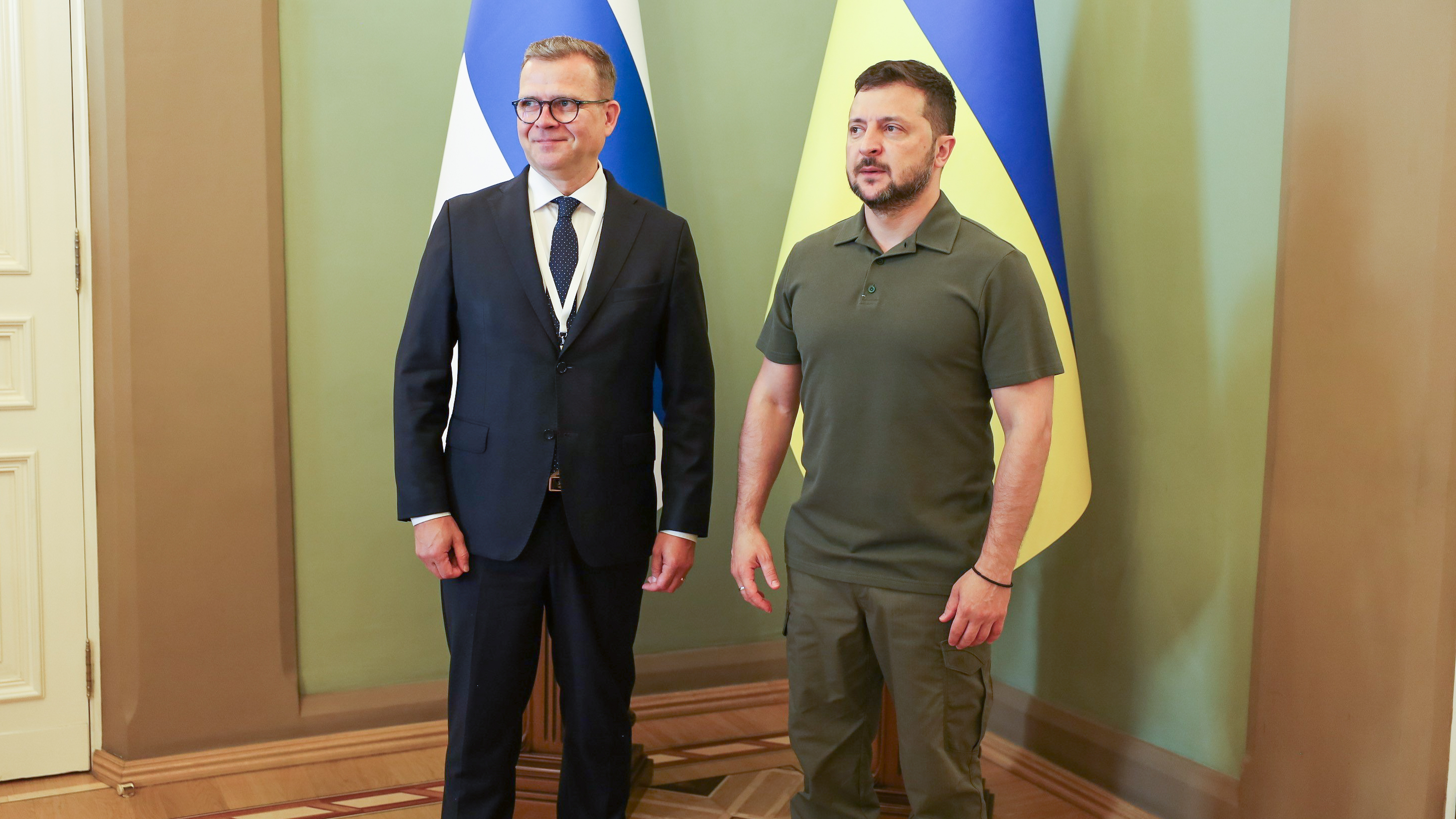
Орпо з Президентом України Володимиром Зеленським, 23 серпня 2023 року

Орпо став прем'єр-міністром Фінляндії 20 червня 2023 року. Дорожня карта уряду робить скорочення державних витрат пріоритетом. Петтері Орпо оголосив про скорочення державного бюджету на 6 мільярдів євро, заявивши, що найбільша небезпека, яка загрожує Фінляндії, — це «боргова криза» (вона становить 74% ВВП) та реформи, деякі з яких «будуть болючими».
Коаліція робить ставку на безпрецедентне скорочення соціальних виплат. Наприклад, будуть посилені умови отримання допомоги по безробіттю, запроваджено одноденний період очікування для початку лікарняного, обмежено доступ до житлових субсидій. Крім того, буде обмежено право на страйк та запроваджено штраф за несанкціоновану зупинку роботи. Урядова угода також передбачає спрощення процедури звільнення та використання строкових контрактів, а також збільшення інвестицій у професійну підготовку.
Ці оголошення були схвально зустрінуті роботодавцями, які вбачають у програмі реформи, яких вони «вимагали десятиліттями», але профспілки засудили «напад на працівників». У той час як лівоцентристські та ліві партії також засудили «складну програму, особливо для людей з низьким і середнім рівнем доходів» (Санна Марін) та «найбільш антиробітничий уряд в історії Фінляндії» (Лі Андерссон), лідер Партії Істинні фіни Ріікка Пурра заявила, що вона «не бачить розбіжностей між інтересами роботодавців та працівників».
Що стосується імміграції, умови прийому будуть обмежені. Притулок більше не надаватиметься на тимчасовій основі, а для отримання дозволу на постійне проживання буде потрібно шість повних років проживання у Фінляндії. Возз'єднання сімей та доступ до натуралізації будуть обмежені. Крім того, країна прийматиме лише 500 біженців на рік за схемою переселення, порівняно з 1050 зараз. Працівники-іммігранти більше не матимуть таких привілеїв, як постійні жителі, і повинні будуть покинути країну протягом трьох місяців після звільнення.
Протягом першого місяця роботи його кабінету виникли численні скандали щодо минулих публікацій міністрів Партії Істинні фіни, зокрема віцепрем'єр-міністра Ріікки Пурри. Скандал навколо нацистських жартів та потенційних зв'язків з неонацистськими організаціями міністра економіки Вільгельма Юнніли призвів до його відставки. Партія кабінету Орпо — Шведська народна партія Фінляндії — критикувала Орпо за занадто слабке керівництво під час скандалу з Юннілою. Лідерство Орпо серед різних суперечок також було піддано сумніву і широко розкритиковано у фінських та міжнародних засобах масової інформації. У березні 2024 року Орпо заявив у виданні Politico, що, на його думку, фіни більше не є ультраправою партією. Після того, як Орпо розпочав антирасистську кампанію свого кабінету у серпні 2024 року, віцепрем'єр-міністр Пурра заявила, що Партія Істинні фіни, швидше за все, не братиме участі в ній як партія, і додала, що серед прикладів антирасистської діяльності Орпо — «краща імміграційна політика».
Він засудив дії ХАМАСу під час війни в Газі та висловив свою підтримку Ізраїлю та його право на самооборону.
Хоча у 2019 році Орпо був співзасновником Коаліції міністрів фінансів за боротьбу зі зміною клімату, міністр фінансів його кабінету Ріікка Пурра заявила у січні 2024 року, що кліматичні питання не належать до компетенції міністра фінансів.
У 2024 році Орпо засудив расистські напади на Даніелу Овусу, фінсько-ганську жінку, яка була обрана Святою Люсі на національному святкуванні Дня Святої Люсі, і приніс Овусу офіційні вибачення.

## Особисте життя

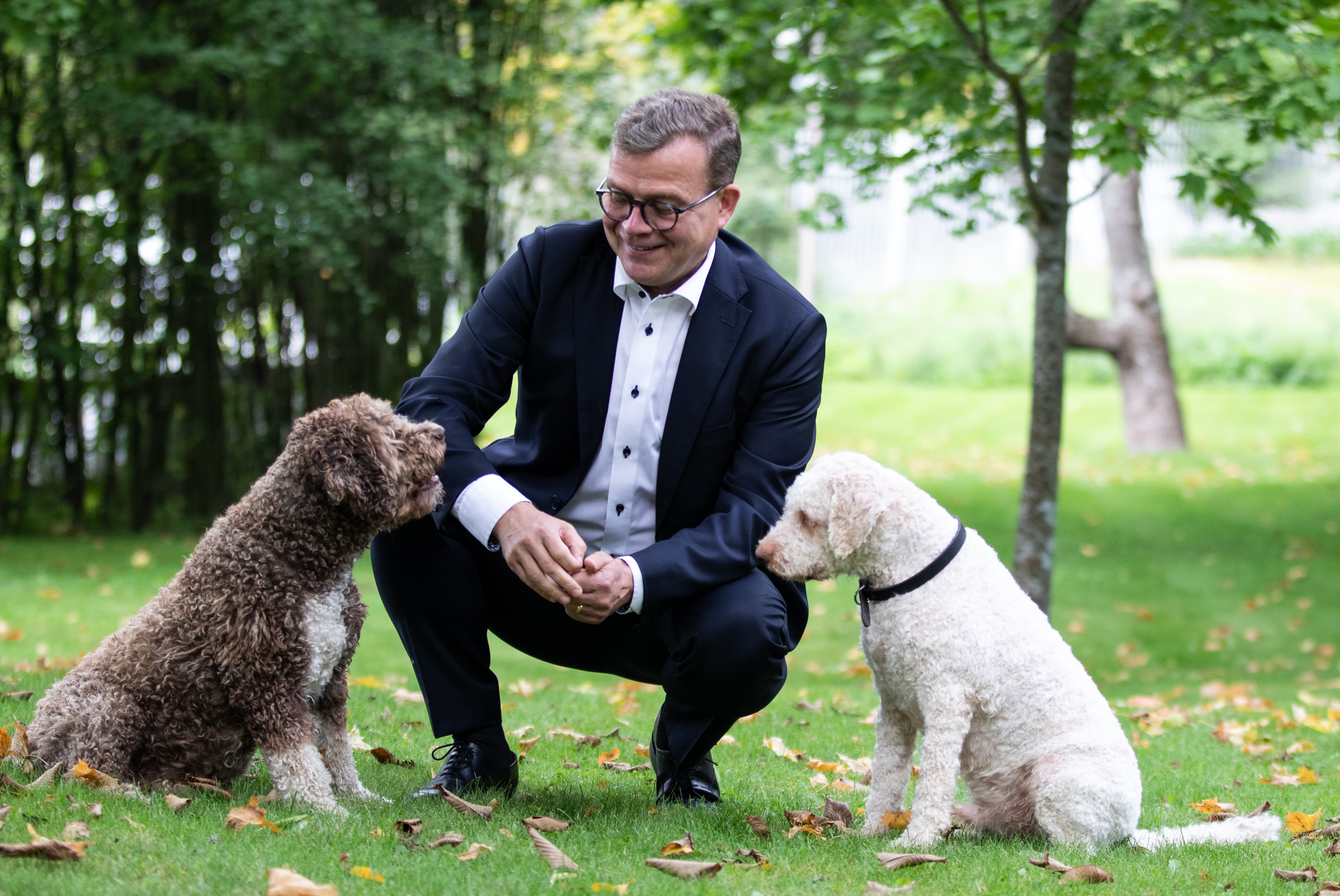
Орпо з собаками родини Пессі та Тааві у вересні 2023 року.

Орпо одружився вдруге у 2003 році. Його дружина — Нійна Канніайнен-Орпо, колишня стюардеса, магістр права та прокурор. У них двоє дітей (2004 і 2006 років народження). У них також є собаки Пессі та Тааві. Орпо живе з родиною в Катаріінанлааксо, Турку.
Орпо відомий своїм обмеженим володінням англійською   та шведською мовами.
Навесні 2021 року Orpo отримав штраф у розмірі 270 євро за загрозу безпеці дорожнього руху. Він перевищил швидкість у Сякюля. Обмеження швидкості в цьому районі становило 80 км/год, але Орпо їхав зі швидкістю 101 км/год У червні того ж року, невдовзі після муніципальних виборів, Орпо взяв півторамісячний лікарняний через серцевий напад.
Орпо побажав, щоб його прізвище відмінювалося в родовому відмінку згідно з давньою практикою його родини Орпо. Рекомендація Центру вивчення мов корінних народів — Орво.

## Інші види діяльності

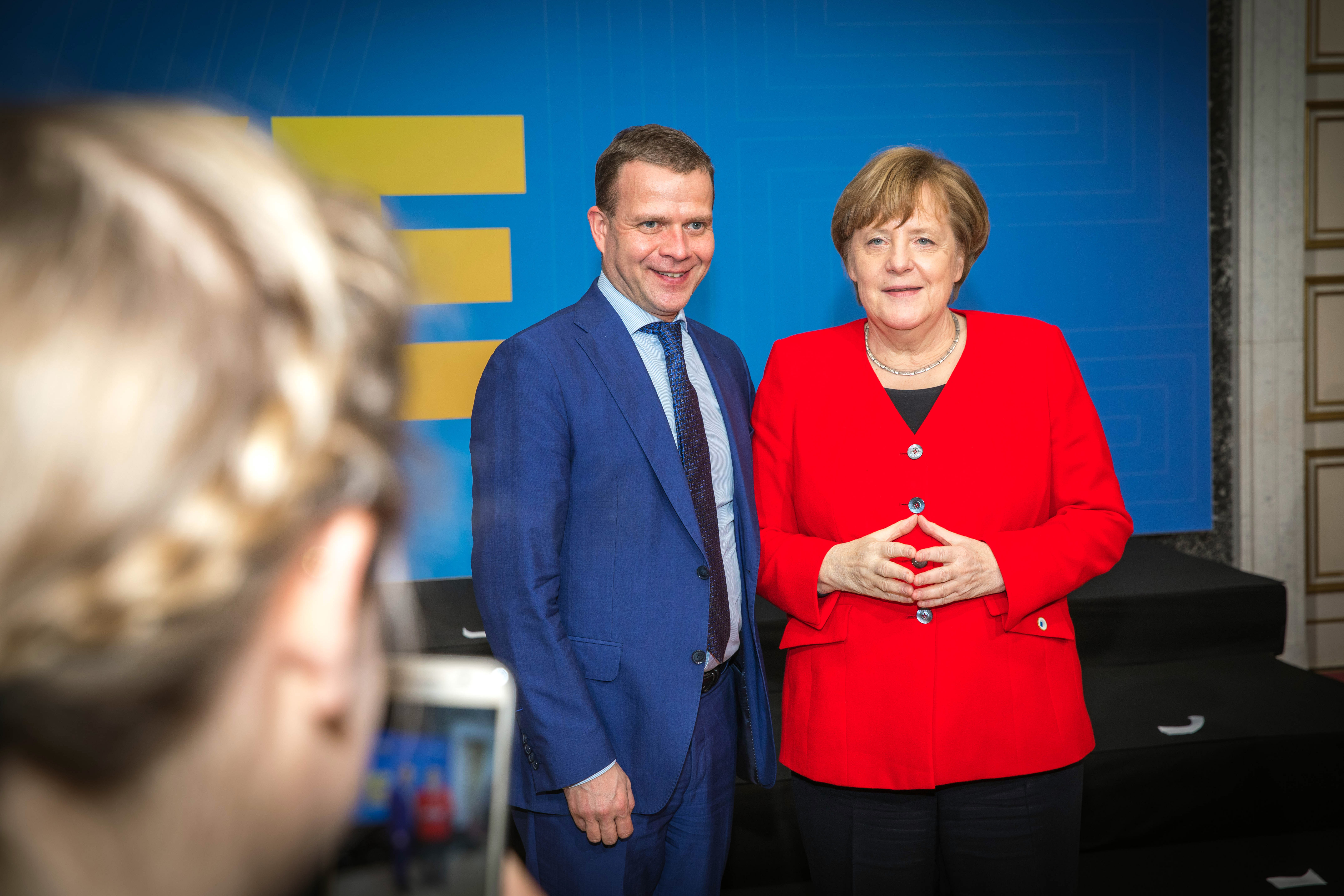
Орпо з канцлером Німеччини Ангелою Меркель на саміті ЄНП у Брюсселі, 21 березня 2019 року

### Організації Європейського Союзу
- Європейський інвестиційний банк (ЄІБ), член Ради директорів (за посадою) (2016—2019)[80]
- Європейський механізм стабільності (ЄМС), член Ради директорів (2016—2019)[81]

### Міжнародні організації
- Азійський банк інфраструктурних інвестицій (AIIB), член Ради директорів (за посадою) (2016—2019)[82]
- Європейський банк реконструкції та розвитку (ЄБРР), член Ради директорів (за посадою) (2016—2019)[83]
- Член Спільного комітету розвитку Світового банку та МВФ (2018—2019)[84]
- Багатостороннє агентство з гарантування інвестицій (MIGA), Група Світового банку, член Ради директорів (за посадою) (2016—2019)[85]
- Північний інвестиційний банк (NIB), член Ради директорів (за посадою) (2016—2019)[86]
- Світовий банк, член Ради директорів (за посадою) (2016—2019)[87]

## Відзнаки та нагороди
- Орден Білої Троянди Фінляндії (Фінляндія, 2016)[88]
- Медаль за військові заслуги (Фінляндія)[89]
- Великий хрест за заслуги перед фінською спортивною культурою та спортом (Фінляндія, 2022)[90]
- Орден «За заслуги перед Республікою Польща» (Польща, 2015)[91]